# VCT Tour 2019
VCT Tour 2019 là chuyến lưu diễn đầu tiên của ca sĩ kiêm nhạc sĩ, nhà sản xuất âm nhạc người Việt Nam Vũ Cát Tường. Chuyến lưu diễn khởi động tại Cung Văn hóa Hữu nghị Việt Xô, Hà Nội vào ngày 31 tháng 8 năm 2019. và kết thúc vào ngày 15 tháng 12 năm 2019 với Concert "Inner Me". Đây là chuyến lưu diễn mà Vũ Cát Tường ấp ủ trong suốt chặng đường âm nhạc của mình sau 2 năm tổ chức "Birthday Concert" và "Stardom Concert".

## Bối cảnh
Để đánh dấu chặng đường hoạt động nghệ thuật 7 năm của mình, Vũ Cát Tường đã thực hiện VCT Tour 2019 sau hai concert trước đó là "Birthday Concert (2017) và "Stardom Concert" (2018). Chuyến lưu diễn chính thức được thông báo đến những khán giả của Tường vào ngày 1 tháng 6 năm 2019. "VCT Tour 2019" đánh dấu sự hợp tác giữa The Little Prince Entertainment - công ty của Vũ Cát Tường với Viet Vison, phân phối vé là VinID và đối tác đồng hành gồm VLive, Dinogo, Levi's, Yamaha, Cát Tiên Xa, Box, Skechers.

## Phát triển

### Ý tưởng và sản xuất
"VCT Tour 2019" là một tour diễn gồm các concert được tổ chức độc lập với nhau. Các concert khác nhau hoàn toàn về các bài hát, hòa âm phối khí, dàn dựng sân khấu, ý tưởng. Kết thúc mỗi đêm diễn, ekip và công ty của Vũ Cát Tường mới công bố thời gian, địa điểm tổ chức đêm diễn tiếp theo. Vũ Cát Tường chia sẻ: "2017: Birthday Concert. 2018: Stardom Concert. Những bước chân nhỏ từ từ mở ra một hành trình lớn. Năm nay, 2019, năm thứ 3 liên tiếp Tường làm concert riêng, có lẽ đã đến lúc thử sức mình với những cột mốc mới: một tour diễn. Tôi làm điều này không phải để chứng tỏ hay khẳng định bất cứ chuyện gì, nghệ sĩ nào cũng thích có một sân khấu của riêng mình, khán giả của họ cũng vậy. Không cách nào "giao tiếp" gần gũi hơn với khán giả bằng những show diễn và để làm được chuyện đó, bạn phải là người chịu đầu tư cho cả sự nghiệp lẫn khả năng của mình".

### Thiết kế sân khấu, âm thanh và ánh sáng
- Concert "Dear Hanoi,"

Sân khấu concert "Dear Hanoi," khi Vũ Cát Tường hát ca khúc Dõi theo

Khác với loạt Concert được Vũ Cát Tường tổ chức tại sân vận động rộng lớn với sức chứa ngàn người, đêm diễn lần này được gói ghém trong không gian ấm cúng của Cung Văn hoá Hữu nghị Việt Xô, Hà Nội. Sân khấu live concert "Dear Hanoi," được dàn dựng với hệ thống âm thanh, ánh sáng đẳng cấp, dưới bàn tay của đạo diễn Cao Trung Hiếu. Không cần đến màn hình LED, không chuyển cảnh, màu sắc sân khấu biến đổi liên tục như đưa khán giả lạc vào "tiểu hành tinh" thực sự ở đâu đó trên vũ trụ xa xôi, lung linh, huyền ảo. Mượn hình ảnh từ bìa cuốn sách "The Little Prince" (Hoàng Tử Bé), đạo diễn Cao Trung Hiếu đã đem hẳn một "tiểu tinh cầu" lên trên sân khấu cho Vũ Cát Tường khiến nữ ca sĩ cũng phải bày tỏ sự bất ngờ. Đầu tiên, đó là một "tinh cầu" cô đơn của riêng Tường, chỉ có cây đàn piano và âm nhạc, nhưng đến giữa chương trình, tinh cầu ấy nở hoa hồng, ánh sáng cũng được thay đổi, từ le lói chiếu rọi vào tinh cầu ban đầu nay đã sáng rực khiến bông hoa ngày càng nở rộ, ẩn dụ cho thông điệp rằng âm nhạc soi chiếu ánh sáng khiến cuộc đời của Vũ Cát Tường trở nên đa màu sắc và thú vị hơn rất nhiều. Dù tổ chức trong nhà hát nhưng hệ thống ánh sáng được so sánh như một liveshow ở sân vận động. Trong live concert "Dear Hanoi", Vũ Cát Tường đưa người nghe đi qua nhiều cung bậc cảm xúc bằng chính âm nhạc của mình. Kịch bản đêm nhạc cũng được Vũ Cát Tường sắp xếp và thể hiện một cách đầy ẩn ý. Những ca khúc được thể hiện theo từng cặp - đại diện cho hai khoảng thời gian đối lập mà Vũ Cát Tường có nhiều sự thay đổi trong tư duy âm nhạc cũng như cảm xúc về cuộc sống.
- Concert "Inner Me"

Sân khấu của "Inner Me Concert" khá khác với những sân khấu truyền thống, được bố trí ngay trung tâm, có thể quan sát được ở 4 mặt Nhà thi đấu Quân khu 7. Sử dụng công nghệ màn hình LED vô cực với các màn hình LED khổng lồ lắp đầy sàn sân khấu Tại Inner Me, Vũ Cát Tường đã khiến khán giả nhiều phen trầm trồ vì sự đầu tư mạnh mẽ về dàn dựng sân khấu, âm thanh, ánh sáng. Ngoài ra, nữ ca sĩ và ê-kíp cũng khéo léo biến hóa sân khấu bằng những đạo cụ nổi bật như chú báo cao 4 m, kim tự tháp, xe điện mini hay quả cầu disco… để minh họa cho các tiết mục thêm đẹp mắt. Góp phần thỏa mãn thị giác khán giả còn có hiệu ứng đèn laser cũng như khói màu được phối hợp ăn khớp đến từng chi tiết. Ở vài tiết mục, ánh sáng laser được tổng đạo diễn Nguyễn Hữu Thanh tận dụng, kết hợp với màn hình LED ở sàn sân khấu tạo nên hiệu ứng thị giác đã mắt, hỗ trợ cho Vũ Cát Tường kể câu chuyện âm nhạc.

### Trang phục và hình ảnh
Vẫn với phong cách quen thuộc mà Vũ Cát Tường đã ghi dấu ấn trong lòng khán giả, trong suốt concert cô mặc những bộ trang phục đơn giản, đậm chất unisex mà cô theo đuổi. Các bộ trang phục cũng được mix với những phụ kiện như bông tai, ghim gài áo,...

## Các đêm diễn

### Concert Dear Hanoi
Tối 31/8, concert "Dear Hanoi," của Vũ Cát Tường đã diễn ra tại Cung Văn hóa Hữu nghị Việt Xô. Đây là concert đầu tiên Vũ Cát Tường tổ chức tại Hà Nội. Chính bởi vậy, khán giả thủ đô đã đón nhận rất nhiều điều đặc biệt và tuyệt vời mà nữ ca sĩ cùng ekip dành tặng. Dù thời tiết không thuận lợi, trời đổ mưa nhưng nhiều người hâm mộ vẫn đến sớm để theo dõi thần tượng.

Vũ Cát Tường chia sẻ:
| “ | Năm qua, Tường không tổ chức show ở phòng trà tại Hà Nội nữa vì đã đến lúc, bản thân cần có một sân khấu lớn hơn. Tường biết Hà Nội có rất nhiều khán giả dù muốn nhưng không thể vào Sài Gòn chơi với mình và các FM ở đây cũng thích nghe Tường chia sẻ, trò chuyện. Hà Nội rất hiểu Tường, hiểu những gì chúng ta đã có với nhau suốt một khoảng thời gian dài. Từ 5 năm trước, Tường đã mong muốn làm show diễn này nhưng thời điểm đó, xét về bản lĩnh hay lực, khối lượng sáng tác... Tường vẫn chưa có đủ. Vì vậy, từ những minishow, Tường tập luyện cho bản thân có tư duy âm nhạc, phong cách biểu diễn... và đã chuẩn bị cho show diễn này 5-6 năm qua rồi. | ” |

Lựa chọn 20 ca khúc gắn liền với sự nghiệp âm nhạc từ lúc mới bước chân vào nghề cho đến hiện tại, Vũ Cát Tường để các khán giả đi từ hồi hộp đến chìm đắm vào không gian âm nhạc mà cô và các nhạc công của ban nhạc Màu Nước muốn truyền tải. Đặc biệt, toàn bộ các nhạc cụ trong concert đều có một không hai và duy nhất tại Việt Nam do Yamaha tài trợ. Để có liveshow "Dear Hanoi" ấn tượng, Vũ Cát Tường ngoài chứng tỏ khả năng hát live ngày càng tiến bộ thì sự hỗ trợ của nhạc sĩ Nguyễn Thanh Bình - giám đốc âm nhạc, người đã cùng Vũ Cát Tường làm mới loạt hit cũ và đệm đàn cho nữ ca sĩ thể hiện ca khúc "IF" trong đêm nhạc là rất lớn. Chưa kể, dưới bàn tay đạo diễn của Cao Trung Hiếu, sân khấu và cách dàn dựng đẹp và bắt mắt cũng là điểm cộng cho đêm diễn của Vũ Cát Tường.
Trong suốt 2 tiếng đồng hồ, Vũ Cát Tường nhẹ nhàng đưa khán giả bước vào thế giới âm nhạc của cô, một cách chân thành, mộc mạc nhất. Không vũ đạo cầu kỳ, không kỹ xảo. Mở màn là Em ơi, Vài phút trước, Góc ban công, San Francisco...- loạt ca khúc cũ được phối mới với giai điệu nhanh, sôi động hơn. Tiếp sau đó là One second và Nobody - hai ca khúc từng được chủ nhân thừa nhận là "18+" với ca từ tương đối nhạy cảm. Cô muốn khán giả không chỉ nhìn thấy, nghe thấy, mà còn "ngửi" được âm nhạc của mình. Kế đến là "Tôi" và "Be A Fool", Vũ Cát Tường đã trải lòng về quãng thời gian đen tối trong sự nghiệp, từng bị hoài nghi, bị dư luận phán xét. Đặc biệt, sân khấu của Dear Hanoi còn đón chào màn song ca vô cùng bất ngờ và ít ai ngờ tới. Không ai khác đó chính là sự xuất hiện từ người thầy của Vũ Cát Tường: Diva Hồng Nhung - vị HLV đã từng dìu dắt cô tại chương trình Giọng hát Việt 2013. Cả hai cùng nhau thể hiện sáng tác của Vũ Cát Tường mang tên "Don't You Go" và "Tôi xưa nay Hà Nội". Ngoài ra còn có hai khách mời đặc biệt là học trò của Vũ Cát Tường tại Giọng hát Việt nhí là Anh Tuấn và Ngọc Ánh. Hai học trò lần lượt song ca cùng Vũ Cát Tường bài "Ngày hôm qua" và "Cô gái ngày hôm qua". Tại đây, Vũ Cát Tường cũng công bố một sáng tác mới - Dõi theo trong album 2019 sắp ra của mình được thu âm tại Los Angeles, Mỹ.. Vũ Cát Tường đốt cháy cả khán phòng với ca khúc "The Party Song" trước khi kết thúc đêm diễn bằng ca khúc "Yêu xa" cùng hòa giọng cùng fan. Trong concert này, Vũ Cát Tường cũng lần đầu công bố Lightstick phiên bản 2 của mình sau phiên bản 1 vào năm 2017. Phiên bản này có thiết kế đúng chuẩn Hàn Quốc, do VLive sản xuất và được đăng ký bản quyền tại Hàn Quốc.

### Concert Inner Me

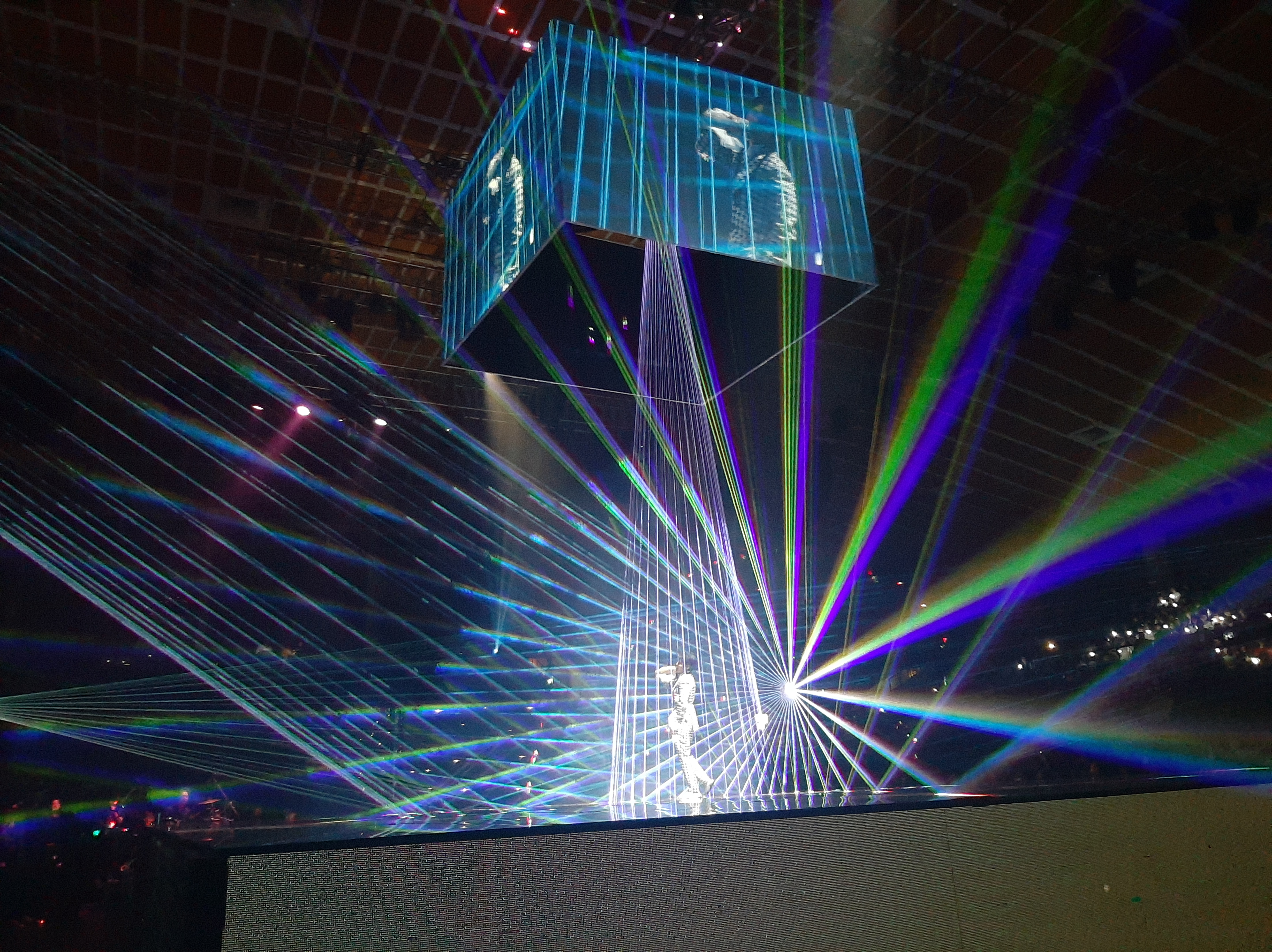
Kỹ thuật lazer được áp dụng trong concert Inner Me.

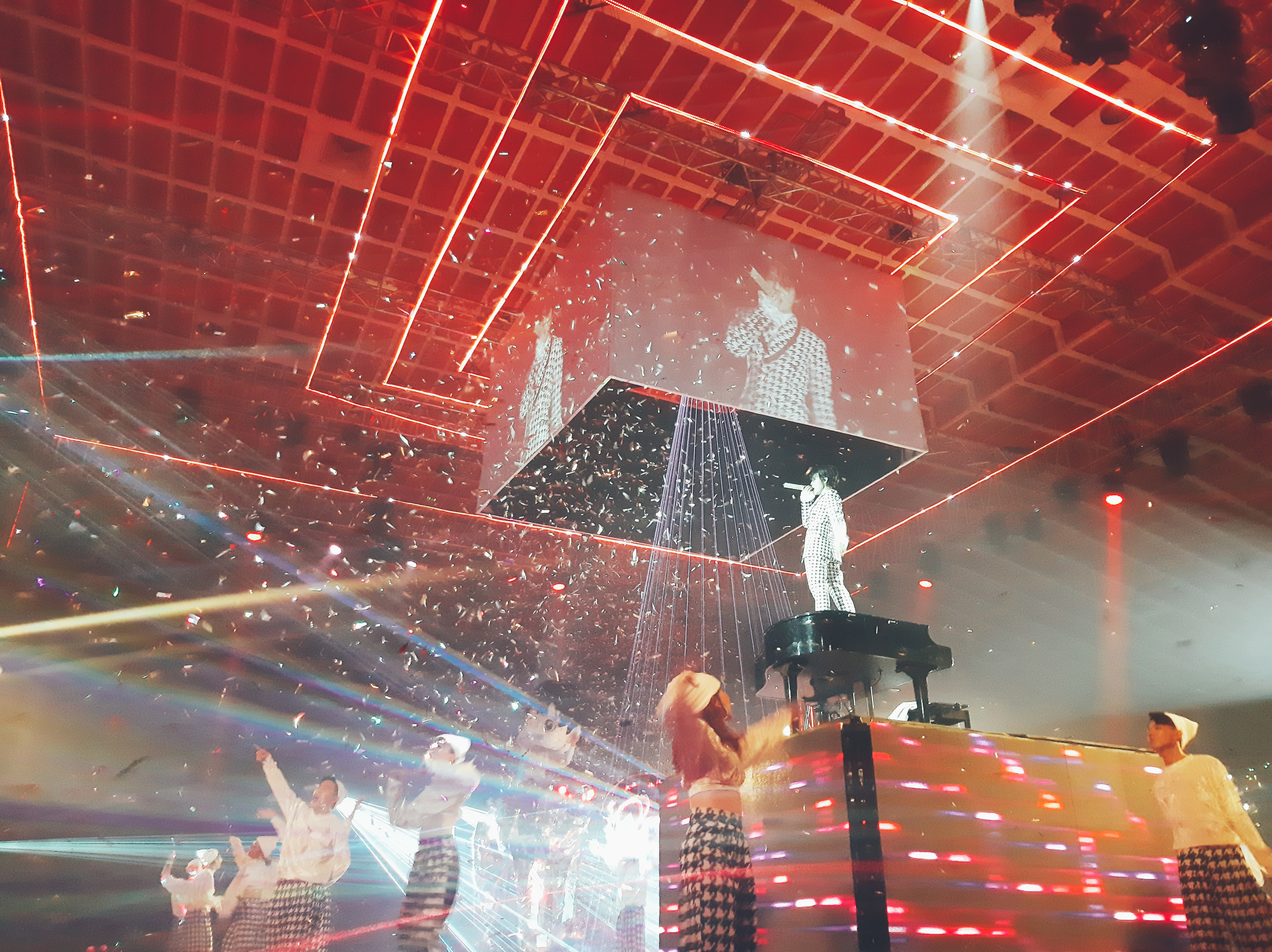
Inner Me concert được đầu tư hoành tráng, từ âm nhạc, vũ đạo đến kỹ thuật hình ảnh.

Concert được chia ra làm 3 phần và Vũ Cát Tường đã hát liên tục 21 ca khúc đồng thời khuấy động không khí nhà thi đấu bằng bản lĩnh sân khấu của mình. Ngoài những bản hit gắn liền với tên tuổi của mình 6 năm qua, Vũ Cát Tường cũng lần đầu tiên trình diễn live 8 ca khúc trong album Inner Me ra mắt cuối ngày 30 tháng 11 năm 2019.
Ở phần đầu tiên - EYES, ngay từ giây phút đầu tiên, nữ ca sĩ đã khiến cả khán phòng gần như nổ tung khi xuất hiện đầy uy quyền trên lưng một mô hình con báo bằng ánh kim lấp lánh chiều cao 4 m, dài 6 m. Ngoài ra, hiệu ứng LED vô cực và ánh sáng laser, khói màu... cũng được phối hợp nhịp nhàng mang đến một tiết mục mở màn mãn nhãn. Cũng trong phần đầu tiên, khán giả được dịp nghe lại những ca khúc trong album Stardom của Vũ Cát Tường. "Stardom" và "Be A Fool" được phối lại với chút âm hưởng disco, toàn bộ sân khấu cũng được lấp đầy bởi ánh sáng từ đèn disco lạ mắt. Riêng với If, ca khúc này như chất chứa những tâm sự của Vũ Cát Tường. Nếu như bản gốc là một bản ballad pha một chút neo soul với phần đệm piano, thì Vũ Cát Tường đã thổi chút không khí jazz vào "If". Đặc biệt, phần saxophone đầy đẳng cấp đã thực sự mang đến một chiếc áo tinh tế và sang trọng hơn rất nhiều cho "If", bài hát Vũ Cát Tường khoe chất giọng đầy kĩ thuật của mình, chinh phục những nốt cao chót vót nhưng vẫn tròn vành, rõ chữ, đong đầy cảm xúc trong từng nốt nhạc. Ở tiết mục "Nobody", 2 vũ công Quang Đăng và Hoàng Yến xuất hiện trên sân khấu với màn múa đương đại, là một ca khúc 18+ với nội dung đầy quyến rũ liên quan đến "đụng chạm" xác thịt.
Sang đến phần 2 - LIPS, Vũ Cát Tường gây phấn khích khi lái "siêu xe mini" lên sân khấu cực đáng yêu, đi cùng đó là hiệu ứng laser vẽ hình xe hơi để trình diễn ca khúc "San Francisco". Ở phần này, khán giả được thấy lại hình ảnh một Vũ Cát Tường thời mới chập chững vào nghề với những bản đậm chất R&B, neo soul như "Vết Mưa", "Mơ", "Cô gái ngày hôm qua". Tiếp theo đó là hàng loạt ca khúc tiếng anh trong album Inner Me: "The Old You", "Yours" hay "Ticket For Two". Một tiết mục cực kì đặc biệt đã được Vũ Cát Tường và ekip giữ bí mật đến phút chót là màn song ca bản hit "Dõi Theo" của nữ ca sĩ và nhạc sĩ Phương Uyên. Ca khúc này được Vũ Cát Tường trình diễn live lần đầu tiên trên sân khấu concert Dear Hanoi diễn ra vào cuối tháng 8 và ở "Inner Me Concert", nữ ca sĩ kết hợp cùng người thầy mà cô cực kì yêu quý trình diễn lại với màu sắc mới mẻ. Là một ca khúc neo-soul, được Vũ Cát Tường chia sẻ là sở trường của cá nhân, gợi đến một "Đông" thuở debut, nữ ca sĩ đã chứng minh được nghệ sĩ tính đầy thăng hoa khi trình diễn say sưa, truyền cảm trong từng khoảnh khắc. Trên sân khấu, nhạc sĩ Phương Uyên đệm đàn và song ca với Vũ Cát Tường.
Ở phần cuối cùng - HEART, Vũ Cát Tường đã thực hiện lời hứa với fan khi tái hiện lại những phân đoạn múa đương đại cực đẹp mắt và điêu luyện trong MV "Có Người". Với sự hỗ trợ từ vũ công Thu Trang, "Có Người" tái hiện thật tình, thật mềm mại và lả lướt, càng chứng minh được sự "đa năng" của cô. Đêm nhạc sau đó tiếp tục với Vết mưa, Vài phút trước (remix). Sau đó là hàng loạt ca khúc được phối lại với chất liệu EDM căng tràn năng lượng: "Don't You Go", "The Party Song", khép lại đêm nhạc, Vũ Cát Tường gửi tặng khán giả bài "Forever Mine" như một lời cảm ơn chân thành đến những người đã, đang và sẽ ủng hộ mình. "Tường biết ở đây có những người từng nghi ngờ Tường, không biết Tường là ai, Tường sẽ làm gì và cũng có những người đi với Tường từ những ngày đầu tiên – khi Tường đi những bước đi khác người. Tường xin cảm ơn tất cả mọi người. Thế giới riêng của Tường rất điên, rất khác biệt, lập dị và mong khán giả sẽ ở bên cạnh Tường" – Vũ Cát Tường chia sẻ.

## Sự cố
Concert "Inner Me" đã bị dời ngày, trước đó cô thông báo thời gian với concert thứ 2 mang tên SaigonInnerMe diễn ra vào ngày 7 tháng 12 năm 2019 nhưng không lâu sau đó, cô đã đăng tải dòng trạng thái xin lỗi người hâm mộ. Cụ thể, Vũ Cát Tường bày tỏ sự nuối tiếc và mong sẽ nhận được sự thông cảm của các khán giả khi cô và ekip phải thay đổi ngày diễn vào phút chót vì lý do bất khả kháng từ phía đối tác địa điểm. Theo đó, concert InnerMe sẽ được dời ngày và chính thức diễn ra vào ngày 15/12/2019. Vũ Cát Tường không quên bày tỏ sự nuối tiếc và cảm thấy có lỗi với những khán giả đã đặt vé máy bay từ rất sớm. Việc thay đổi này ít nhiều gây ra những phiền toái không nhỏ cho họ. Chính vì vậy, cô cũng như công ty đã quyết định đáp lại tình cảm đó bằng việc: Những khán giả đã mua vé máy bay trước sẽ được mặc định đến tham dự sự kiện Meet & Greet trước show diễn dù mua bất kỳ hạng vé nào. Trước concert, Tường bị chấn thương khi người hâm mộ thấy cô bước đi khập khiễng trong đoạn clip hậu trường tập luyện và mong nữ ca sĩ sớm bình phục. Trong concet "Inner Me", sau khi hát xong "Leader" và "Stardom", cô tiếp tục thể hiện ca khúc "Be A Fool" trong album phát hành vào một năm trước đó - Stardom. Trong lúc đang hát và tiến đến khán giả, Vũ Cát Tường đã bước hụt chân ra khỏi sân khấu, khiến cả người cô cũng té ngã theo sau đó. Vì sân khấu được dựng lên cực kỳ cao so với sàn đất nên nhiều người hâm mộ không khỏi lo lắng. Vũ Cát Tường cũng phải mất một vài phút mới có thể đứng lên và trở về sân khấu bình thường như không có chuyện gì xảy ra. Êkíp Vũ Cát Tường cho biết ca sĩ bị chấn thương ở đầu gối nhưng vẫn cố gắng diễn "sung" đến cuối chương trình. Nhiều khán giả khen ngợi bản lĩnh sân khấu của cô. Khi show kết thúc, Vũ Cát Tường được đưa vào bệnh viện để kiểm tra. Nguyên nhân được cho vì ánh đèn làm lóa mắt, không nhìn rõ khoảng trống của sân khấu. Sân khấu liveshow có bốn mặt, được dựng lên từ những tấm gương vô cực kết hợp LED laser tạo hiệu ứng thị giác. Phần sàn cũng là màn hình LED, giúp ca sĩ tương tác với khán giả. Sân khấu có thiết kế đẹp, mang chuẩn quốc tế. Tuy nhiên, nhiều khán giả cho rằng ban tổ chức nên gắn thêm đèn ở các mép để tránh sự cố.
Sau sự cố 5 ngày, trợ lí của Vũ Cát Tường đã cập nhật hình ảnh tình trạng của cô sau chấn thương, cô bị bầm tím và sưng ở phần đầu gối nhưng không quá nghiêm trọng.

## Đánh giá
"Tối nay đi nghe Vũ Cát Tường lại thấy tin yêu vào các bạn trẻ và khán giả trẻ. Cảm ơn các em, các bạn cho mình lại có được niềm tin và hứng khởi vào Pop Việt."
— Diva Mỹ Linh
"Vũ Cát Tường có một lượng fan đặc biệt, họ không chỉ yêu âm nhạc của cô mà còn yêu luôn con người và mọi con đường khác người Vũ Cát Tường chọn. Và thực tế, con đường âm nhạc của cô, vùng đất mà cô khai phá bấy lâu nay, thật sự là một nơi rất đáng thưởng thức. Và Vũ Cát Tường - "ca lạ" của showbiz Việt với lối đi riêng, những người yêu cô sẽ có quyền được chờ đợi vào những đột phá trong tương lai."
— Nhà báo Sơn Hà
“Khi bước ra sân khấu, tôi nghe fan hô to 3 tiếng Vũ Cát Tường. Các bạn đã mang tôi trở về 6 năm trước. Khi nhìn lên sân khấu và thấy tinh cầu này, tôi nghĩ ngay đến hoàng tử bé. Tinh cầu là nơi bắt đầu giấc mơ cho rất nhiều người nghệ sĩ, trong đó có cố nhạc sĩ Trịnh Công Sơn. Tôi không thể ngờ là chỉ 6 năm, Vũ Cát Tường đã xây dựng cho riêng mình một thế giới để có thể tự do dạo chơi."
— Diva Hồng Nhung

## Danh sách ca khúc

### Dear Hanoi, concert
- Em ơi
- Buổi sáng bình thường
- Vài phút trước
- San Francisco
- Ngày hôm qua
- Tôi
- Be A Fool
- Stardom
- Don't you go
- Tôi xưa nay Hà Nội
- Đông
- If
- Vết mưa
- Yêu xa
- Nobody
- One Second
- The Party Song

### Inner Me concert
- Leader
- Stardom
- Be A Fool
- If
- Nobody
- One Second
- San Francisco
- Vết mưa
- Cô gái ngày hôm qua
- Mơ
- Có Người
- Dõi theo
- Hỏi thăm
- Gió
- The old you
- Ticket for two
- Yours
- Vài phút trước
- Don't you go
- The party song
- Forever mine

## Đội ngũ thực hiện
- Hòa âm phối khí: Vũ Cát Tường, Nguyễn Thanh Bình
- Ban nhạc: Màu Nước, Potato
- Đạo diễn sân khấu: Cao Trung Hiếu, Nguyễn Hữu Thanh
- Đạo diễn sản xuất: Võ Đỗ Minh Hoàng
- Đơn vị sản xuất: The Little Prince Entertainment, VietVision, Box